# محمود حوده
محمود إسماعيل محمد حوده (2 أبريل 1899 – 3 يونيو 1964)، المعروف بلقب (أبو رجل دهب) والذي أطلقه عليه محبّو الاتحاد السكندري، هو لاعب كرة قدم مصري مثّل منتخب مصر في مركز الهجوم في كل من أولمبياد 1924 وأولمبياد 1928.

## المسيرة مع الأندية
قضى حوده معظم مسيرته الكروية مع الاتحاد السكندري، النادي الذي كان شقيقه الأكبر حسن رسمي من بين مؤسسيه. وقد تُوّج بكأس مصر سنة 1926 إلى جانب شقيقه الأصغر سيد حوده.
وقد استُدعي مع شقيقه للانضمام إلى النادي الأهلي في جولات خارجية بأوروبا خلال عقد العشرينيات.
اعتزل حوده اللعب نهائيًا سنة 1937.

## المسيرة الدولية
شارك حوده مع منتخب مصر في دورتي الألعاب الأولمبية الصيفية 1924 في باريس و1928 في أمستردام، حيث لعب في مركز المهاجم. مثّل المنتخب الأول، كما ظهر أيضًا ضمن صفوف منتخب مصر الأولمبي خلال تلك الفترة.